# Willy Marckwald

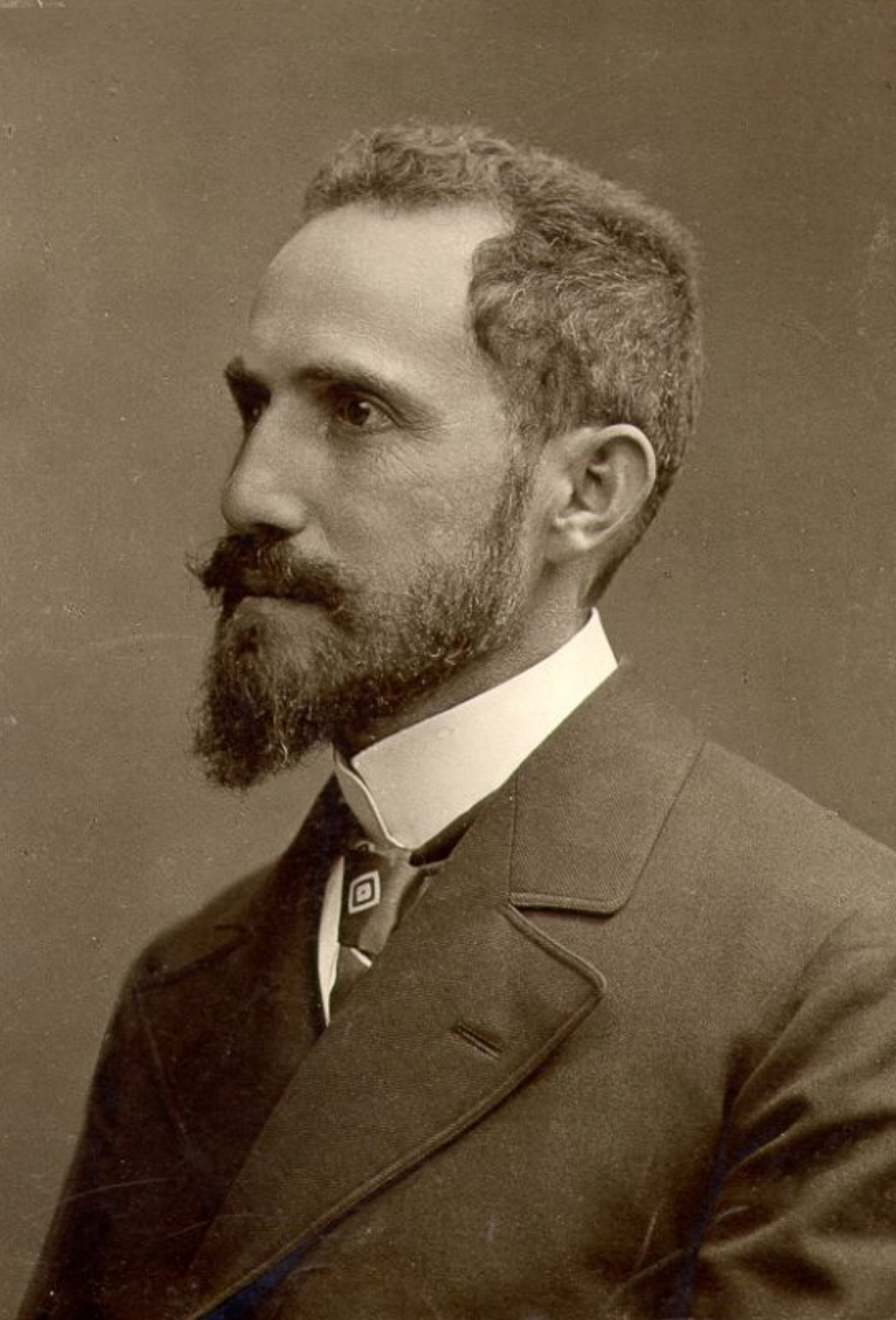
Willy Marckwald bei seiner frühen Habilitation 1889

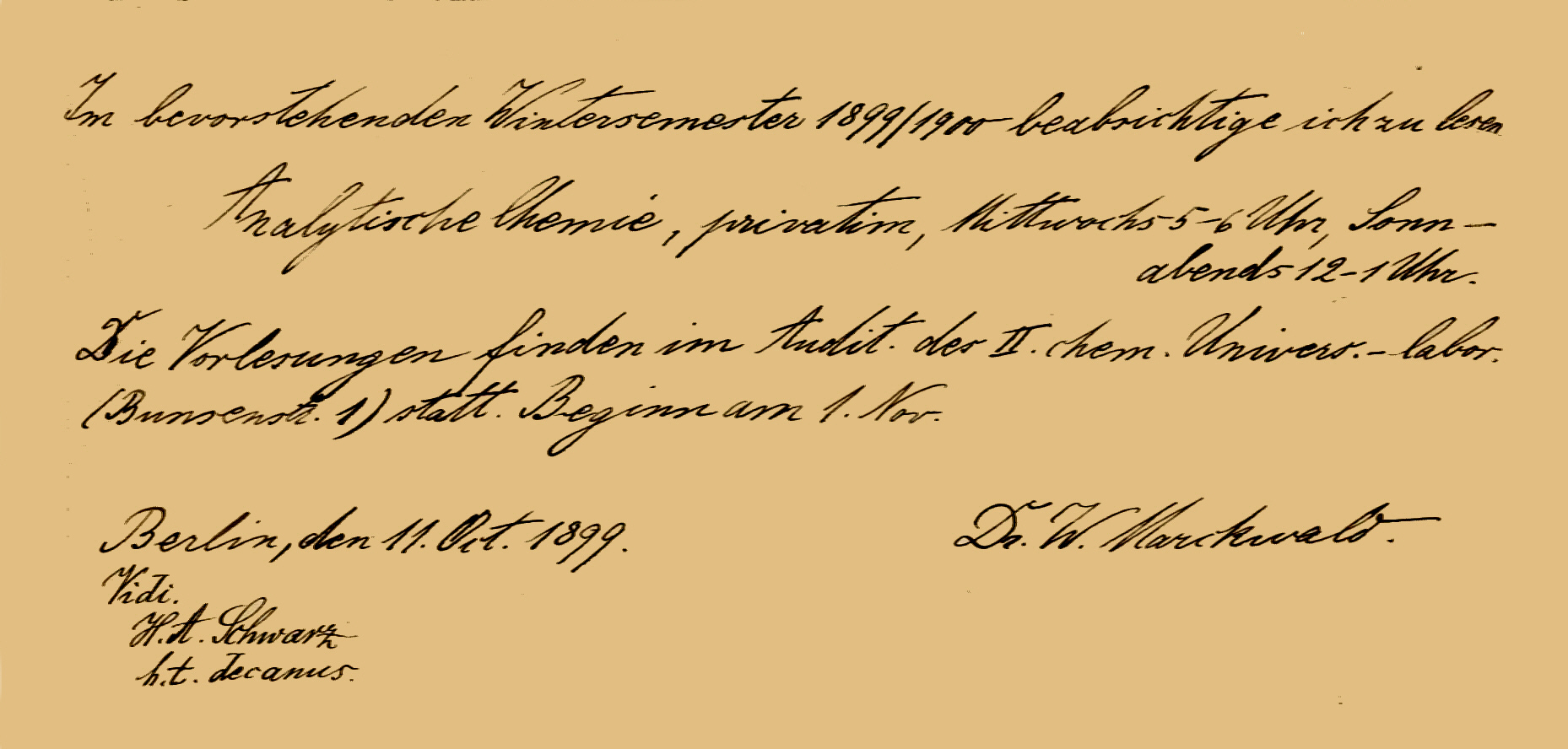
Willy Marckwald 1899 erstmals im II. Chemischen Institut

Willy Marckwald (* 5. Dezember 1864 in Jakobskirch, Niederschlesien (poln. Jakubów); † 1942 in Rolândia, Brasilien) war ein deutscher Chemiker.

## Lebenswerk
Marckwald studierte an der Friedrich-Wilhelms-Universität Berlin (heute Humboldt-Universität) und promovierte dort im I. Chemischen Institut 1886 bei A. W. Hofmann mit einer organisch-präparativen Arbeit über einen "Beitrag zur Kenntniss der Thialdehyde und Thialdine".
Durch Forschungen auf dem Gebiet der Furanverbindungen habilitierte er sich bereits nach sehr kurzer Zeit 1889 bei Hofmann an der Friedrich-Wilhelms-Universität Berlin. 1899 wurde er zum Abteilungsvorsteher des II. Chemischen Instituts ernannt. Diese Privatdozenten-Position hielt er bis zu seiner altersbedingten Emeritierung 1930 inne. Weil er mit einer jüdischen Frau verheiratet war, emigrierte er 1936 nach Brasilien, wo er 1942 verstarb.

## Naturwissenschaftliches Lebenswerk
Ausgehend vom Arbeitsgebiet seiner Dissertation und Habilitation entwickelte er ein ausgesprochen breitgefächertes Interesse für alle Bereiche der Chemie.
Bei Untersuchungen zur Heterocyclen-Chemie entwickelte er eine Synthesemethode für Aziridine aus β-Halogenaminen. Diese als Gabriel-Marckwald-Reaktion bekannte Ringschlussmethode erlaubt es, drei- bis siebengliedrige cyclische Amine herzustellen.
Soweit möglich verkaufte er Verfahrenspatentnutzungsrechte an die Industrie. Daneben verfasste er Monographien von allgemeinem Interesse.
1892 starb unerwartet und plötzlich sein Doktorvater A. W. Hofmann. Da Marckwald am I. Chemischen Institut nicht in das Umfeld des renommierten Nachfolgers Emil Fischer und dessen Institutsneubau passte, musste Marckwald 1899 an das II. Chemische Institut wechseln. Das Terrain der optisch aktiven Verbindungen wurde in dieser Zeit von Fischer und Pasteur dominiert.
Hier entwickelte Marckwald erstmals verschiedene Strategien zur Enantiomerentrennung racemischer Gemische sowie enantioselektive Synthesen.

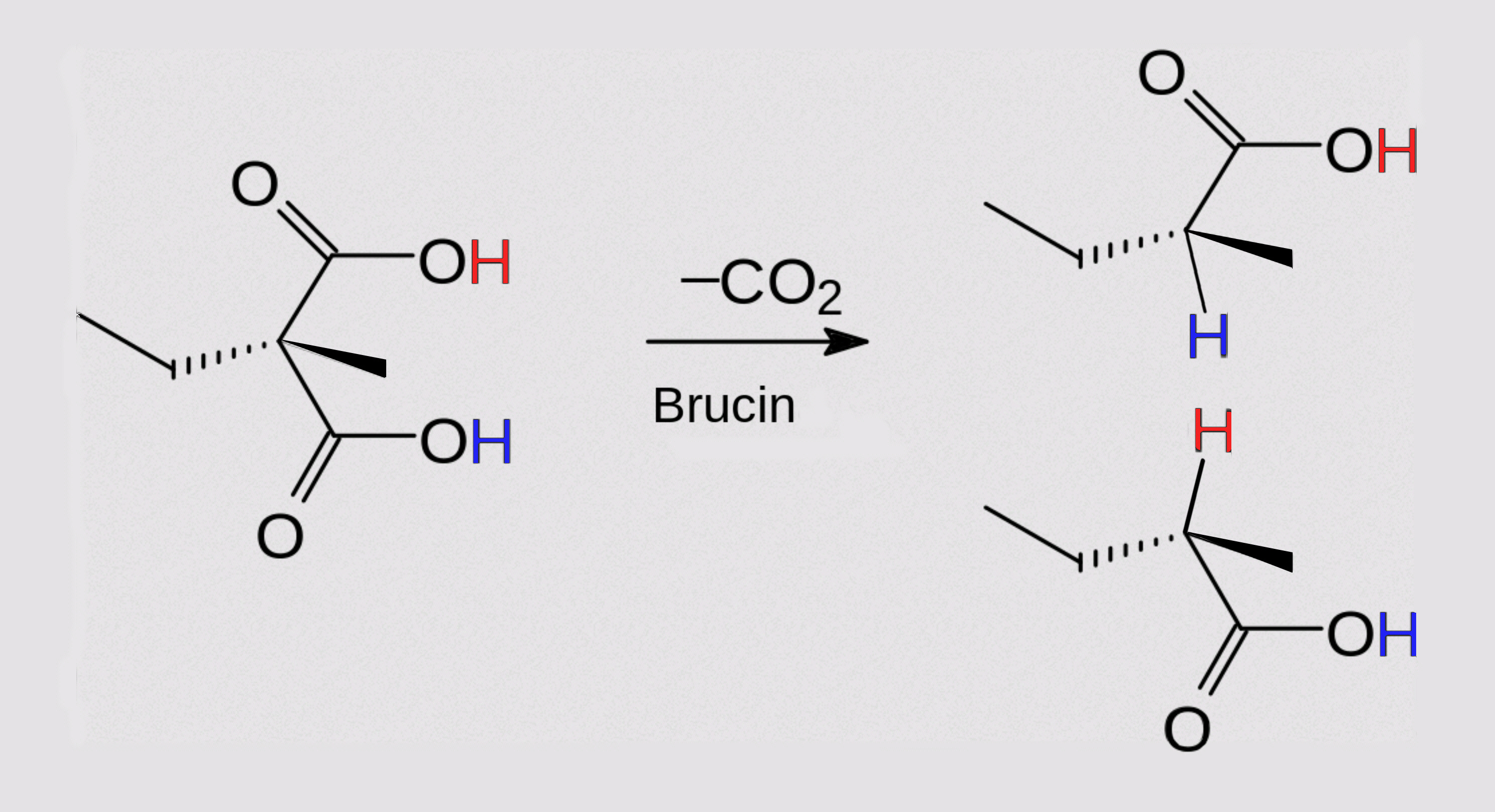
Asymmetrische Katalyse

- Optisch aktives Menthol bildet mit beiden Enantiomeren eines Mandelsäure-Racemats mit unterschiedlicher Geschwindigkeit diastereomere Menthyl-Ester (1899, Kinetische Trennung).[13]
- Methoden zur Enantiomerentrennung durch Kristallisation von Derivaten (1900, Derivatisierungen)[14]
- In Gegenwart eines chiralen Katalysators (Brucin) decarboxyliert die achirale Ethyl-methylmalonsäure zu einem optisch aktiven Gemisch von 2-Methylvaleriansäuren (1904, Asymmetrische Katalyse).[15] Damit zeigte er, dass bei der Asymmetrischen Induktion, die Emil Fischer am Brucin entdeckt hatte, allein durch die Chiralität des Brucins als Katalysator chirale Produkte entstehen.

An diesem von Landolt geprägten Institut wandte sich Marckwald ab 1900 zunehmend der physikalischen, theoretischen, aber auch der anorganischen Chemie radioaktiver Verbindungen zu. An Landolts Abschnitten in „Graham-Otto’s ausführlichem Lehrbuch der Chemie“  wirkte er mit. 1902 gelang ihm erstmals die Isolierung von Polonium in größeren Mengen, die Existenz von Polonium war zuvor von Curie postuliert worden. 1904 verfasste er eine allgemeine Monographie zur Radioaktivität. Darüber hinaus beschrieb Marckwald im Jahre 1906 als erster das Mineral Rutherfordin, das im damaligen Deutsch-Ostafrika, dem heutigen Tansania, entdeckt wurde.
1905 emeritierte Landolt, und Nernst trat die Nachfolge im II. Chemischen Institut an, das fortan "Physikalisch-chemisches Institut" hieß.
Emil Fischer beschäftigte ab 1906 in seinem I. Chemischen Institut den organischen Chemiker Otto Hahn, der sich 1907 dort habilitierte und ab 1912 eine eigene radiochemische Abteilung im neugeschaffenen Kaiser-Wilhelm-Institut für Chemie in Berlin-Dahlem führte.
Marckwald beschäftigte sich bis zu seiner Emeritierung nur noch mit allgemeinen Themen der analytischen, anorganischen und vor allem physikalischen Chemie.

## Ehrungen

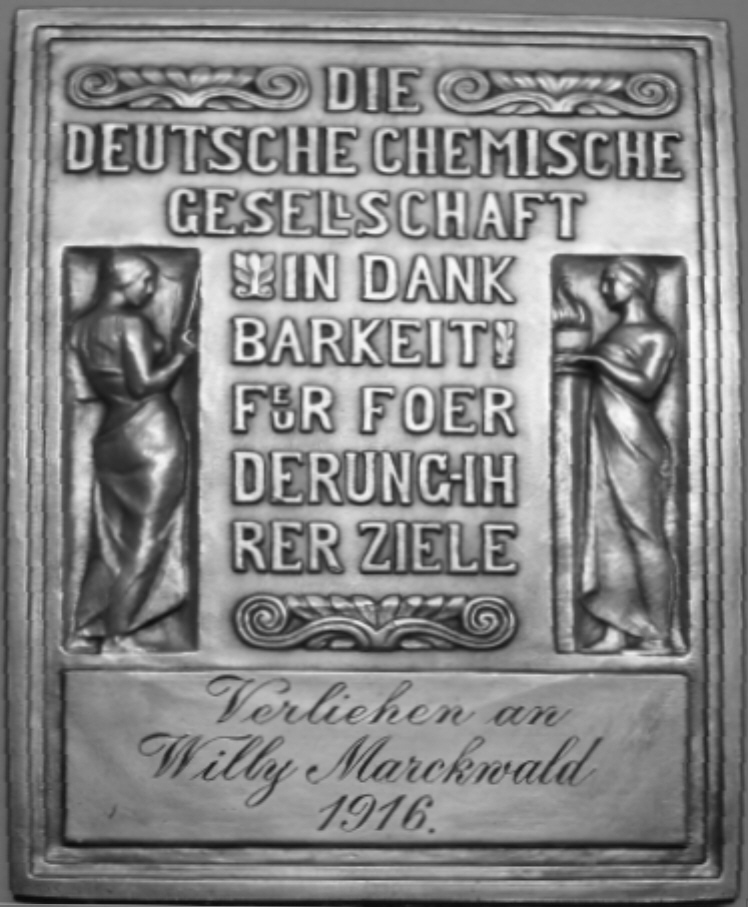
DChG-Ehrung 1916

1906 erstreckte sich seine Lehrtätigkeit auch auf die Königliche Landwirtschaftliche Hochschule Berlin. 1910 wurde er zum Geheimen Regierungsrat ernannt. Für seine Forschungsergebnisse erhielt er 1916 von der Deutschen Chemischen Gesellschaft eine besondere Ehrung. 1919 wurde er zum Honorarprofessor für anorganische Chemie (an der Königlichen Technischen Hochschule Charlottenburg) ernannt; 1928 bis 1931 übernahm er den Vorstand der Deutschen Chemischen Gesellschaft zu Berlin.

## Leben
Willy Marckwald hatte zwei Brüder und eine Schwester, sein Bruder Leo (* 1866; † 1928 in Berlin) wurde ebenfalls Chemiker und promovierte 1888 in Berlin mit einer Arbeit über "Phenylhydrazin und seine Derivate". Hans Marckwald (* 1874 in Berlin; † 1933 in Frankfurt am Main) war politisch für die SAPD aktiv. Seine Schwester hieß Toni (* 1863 in Jakobskirch; † 1918 in Stockholm).
1890 heiratete er Margarete Salomon (* 1871; † 1908 in Berlin), die aus einer assimilierten jüdischen Familie stammte, und hatte mit ihr zwei Söhne. Sein ältester Sohn Friedrich (* 29. Februar 1892; † 2. Dezember 1917) fiel 1917 im Ersten Weltkrieg als Marineflieger. 1936 emigrierte er mit Sohn Joachim (* 7. Juni 1902; † 26. August 1986) und Schwiegertochter Prisca nach Brasilien in die deutsche Auswanderersiedlung Rolândia im Bundesstaat Paraná. Joachim Marckwald war Jurist und wie seine Eltern evangelisch getauft. Er konnte nach der Machtübernahme der Nationalsozialisten seinen Beruf nicht mehr ausüben und engagierte sich im Reichsverband christlich-deutscher Staatsbürger nichtarischer oder nicht rein arischer Abstammung, dem späteren Paulusbund. Seit Herbst 1933 gehörte er der 
Verbandsleitung an und war dort vor seiner eigenen Auswanderung für die juristische Beratung der Mitglieder und für Auswanderungsfragen zuständig.